# Allogromiida
Die Allogromiida sind eine Ordnung meist gehäusetragender, meeres- oder süßwasserbewohnender Einzeller aus der Gruppe der Foraminiferen. In ihr finden sich viele Arten, die deutlich vom gewöhnlichen Bild einer Foraminifere abweichen.

## Merkmale und Lebensweise
Soweit Gehäuse vorhanden sind, sind sie zumeist einkammerig, selten aus vorgefundenen Partikeln agglutiniert, sehr selten fehlen Gehäuse ganz. Sie besitzen eine Wandung aus organischem Material, das die Tiere sezernieren. Die Gehäuse sind klein, weisen eine oder mehrere Gehäuseöffnungen auf und können eine eisenhaltige Kruste auf der Oberfläche aufweisen.
Die Ordnung weist eine hohe ökologische Vielfalt auf. Zwar finden sie sich hauptsächlich in Meeren, daneben existieren aber auch rund fünfzig Arten, die im Süßwasser beheimatet sind (z. B. Reticulomyxa filosa) und eine sehr geringe Anzahl terrestrisch nachgewiesener Arten (Edaphoallogromia australica, Allogromia fluviatilis).

## Systematik
Da die Systematik der Foraminiferen auf gehäusemorphologischen Merkmalen basiert, fallen fast alle weichschaligen, einkammerigen Taxa in diese Gruppe, ungeachtet ihrer evolutionären Verwandtschaft. Sie besteht aus nur vier Familien mit insgesamt 56 Gattungen, darunter den ausgestorbenen Maylisoriidae. Daneben werden einzelne Taxa zur Ordnung gestellt, ohne aber einer Familie zugeordnet zu sein (Reticulomyxa). Die Ordnung ist seit dem oberen Kambrium fossil belegt.
- Lagynidae
- Allogromiidae
- Phthanotrochidae
- Maylisoriidae †

Molekulargenetische Untersuchungen widersprechen der Eigenständigkeit der Ordnung, phylogenetisch bilden die enthaltenen Arten mit den Astrorhizida eine gemeinsame Gruppe.

## Nachweise
1. ↑  John J. Lee, Jan Pawlowski, Jean-Pierre Debenay, John Whittaker, Fred Banner, Andrew J. Gooday, Ole Tendal, John Haynes, Walter W. Faber: Class Foraminifera. In: John J. Lee, G. F. Leedale, P. Bradbury (Hrsg.): An Illustrated Guide to the Protozoa. Band 2. Allen, Lawrence 2000, ISBN 1-891276-23-9, S. 885 (englisch).
2. ↑  Barun K. Sen Gupta: Systematics of modern Foraminifera. In: Barun K. Sen Gupta (Hrsg.): Modern Foraminifera. Springer Netherlands (Kluwer Academic), 2002, ISBN 1-4020-0598-9, S. 23.
3. ↑  Klaus Hausmann, Norbert Hülsmann, Renate Radek: Protistology. 3. Aufl., Schweizerbart, 2003, S. 131, ISBN 3-510-65208-8.
4. ↑  Jan Pawlowski, Maria Holzmann, Cedric Berney, Jose Fahrni, Tomas Cedhagen, Samuel S. Bowser: Phylogeny Of Allogromiid Foraminifera Inferred From SSU RRna Gene Sequences. In: Journal of Foraminiferal Research, Band 32, Nr. 4, S. 334–343, Oktober 2002.
5. ↑  Alfred R. Loeblich, Jr., Helen Tappan: Foraminiferal genera and their classification. E-Book des Geological Survey Of Iran, 2005, Online. (Memento vom 4. März 2016 im Internet Archive).
6. ↑  Jérome Flakowski, Ignacio Bolivar, José Fahrni, Jan Pawlowski: Actin Phylogeny Of Foraminifera. In: Journal of Foraminiferal Research, Band 35, No. 2, S. 93–102, 2005.